# Большое Янгильдино
Большо́е Янги́льдино (чув. Толиккасси) — деревня в Чебоксарском районе Чувашской Республики. Входит в состав Сирмапосинского сельского поселения.

## География
Находится в северной части Чувашии на расстоянии приблизительно 3 км на юг от районного центра поселка Кугеси на правобережье реки Рыкша.

## История
Известна с 1747 года, когда здесь было учтено 25 дворов и 106 жителей. В 1795 году было 16 дворов, 119 жителей, в 1859 — 30 дворов, 205 жителей, в 1897—300 жителей, в 1926 — 73 двора, 372 жителя, в 1939—425 жителей, в 1979—218. В 2002 году было 74 двора, в 2010 — 62 домохозяйства. В период коллективизации был образован колхоз «11 лет Чувашии», в 2010 году работал СХПК «Колхоз им. Куйбышева».

## Население
Постоянное население составляло 204 человека (чуваши 99 %) в 2002 году, 165 в 2010.